# 首都共享單車
首都共享單車（簡稱CaBi）是华盛顿都会区的公共自行車系統，於2010年9月開始營運，由Motivate管理。首都共享單車在紐約市的Citi Bike於2013年5月開始營運前，是美國最大的公共自行車系統。截至2021年5月，首都共享單車共有627個站點及5,400多輛自行車。

## 歷史

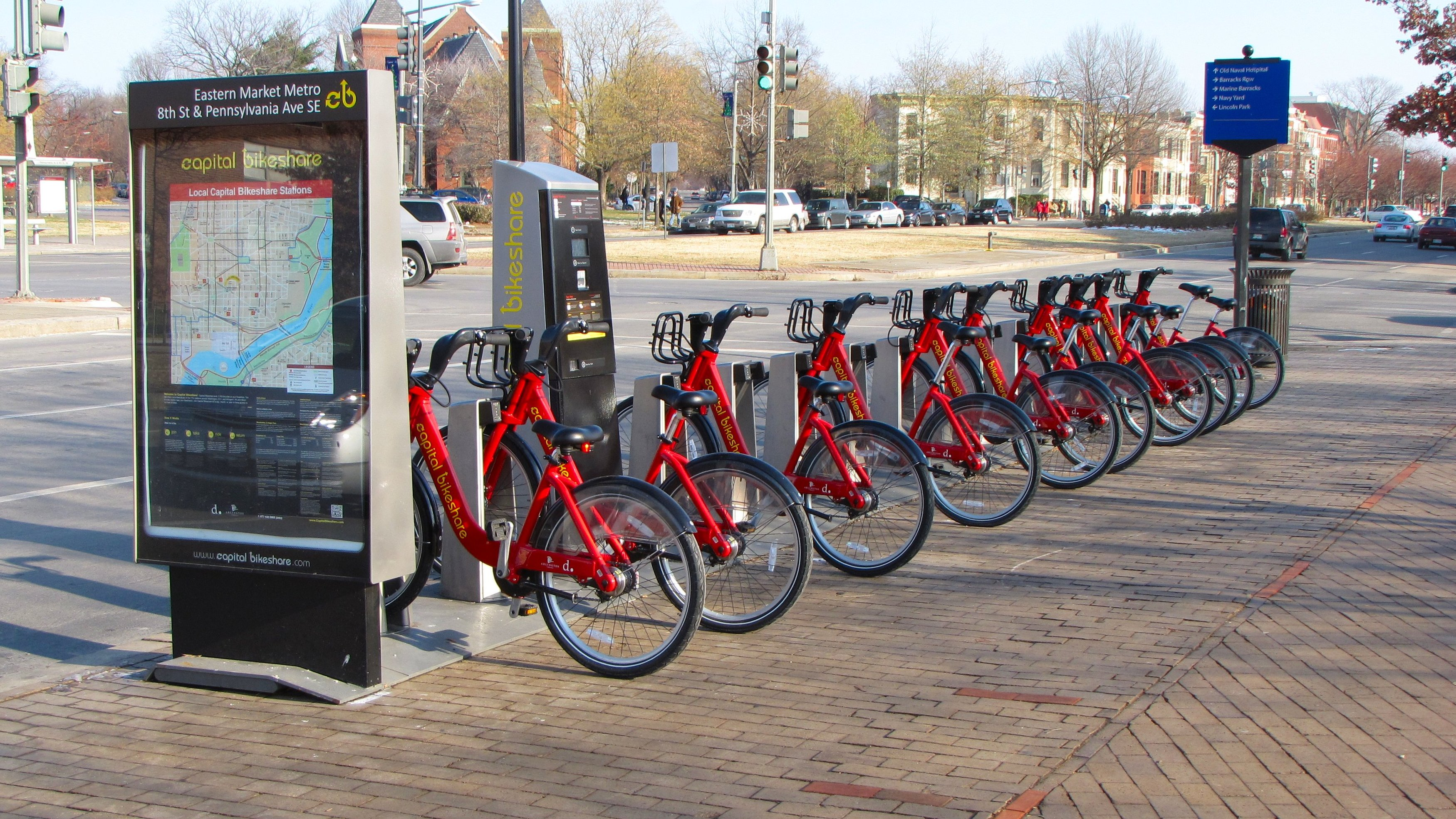
首都共享單車的首座租借站，位於東市場站站附近

### 前身
首都共享單車的前身是由哥倫比亞特區交通局和Clear Channel Outdoor共同營運的SmartBike DC，於2008年開始營運，擁有10个站點和120輛自行車，是美國首座公共自行車系統。在SmartBike DC開始營運四個月後，哥倫比亞特區交通局主任蓋博·克萊因上任，希望擴大規模，但在發現Clear Channel Outdoor沒有意願擴大營運後，克萊因選擇結束該計畫，轉而與維吉尼亞州的阿靈頓縣合作建立一個名為首都共享單車（Capital Bikeshare）的新系統。

### 開始營運
首都共享單車於2010年9月啟用，有49個站點及400輛自行車。 2011年1月，SmartBike DC停止營運。
建立首都共享單車系統的成本共計500萬美元，而100個站點的首年營運成本大約是230萬美元。其中600萬美元來自美國運輸部，835,000美元則來自大眾捐款。首都共享單車的管理者表示，他們預計的收入會佔系統支出的50%。特區政府也在首都共享單車的站點出售廣告，目標是籌集50萬美元。
2011年2月時，首都共享單車已經在華盛頓特區擁有100個站點，在五角城、波多馬克雅德和水晶城擁有14個站點。
起初，美國國家公園管理局禁止首都共享單車在包括國家廣場等大片區域的管理局土地設站，但後來管理局改變了立場，讓首都共享單車在國家廣場設了2個站點。

### 擴展

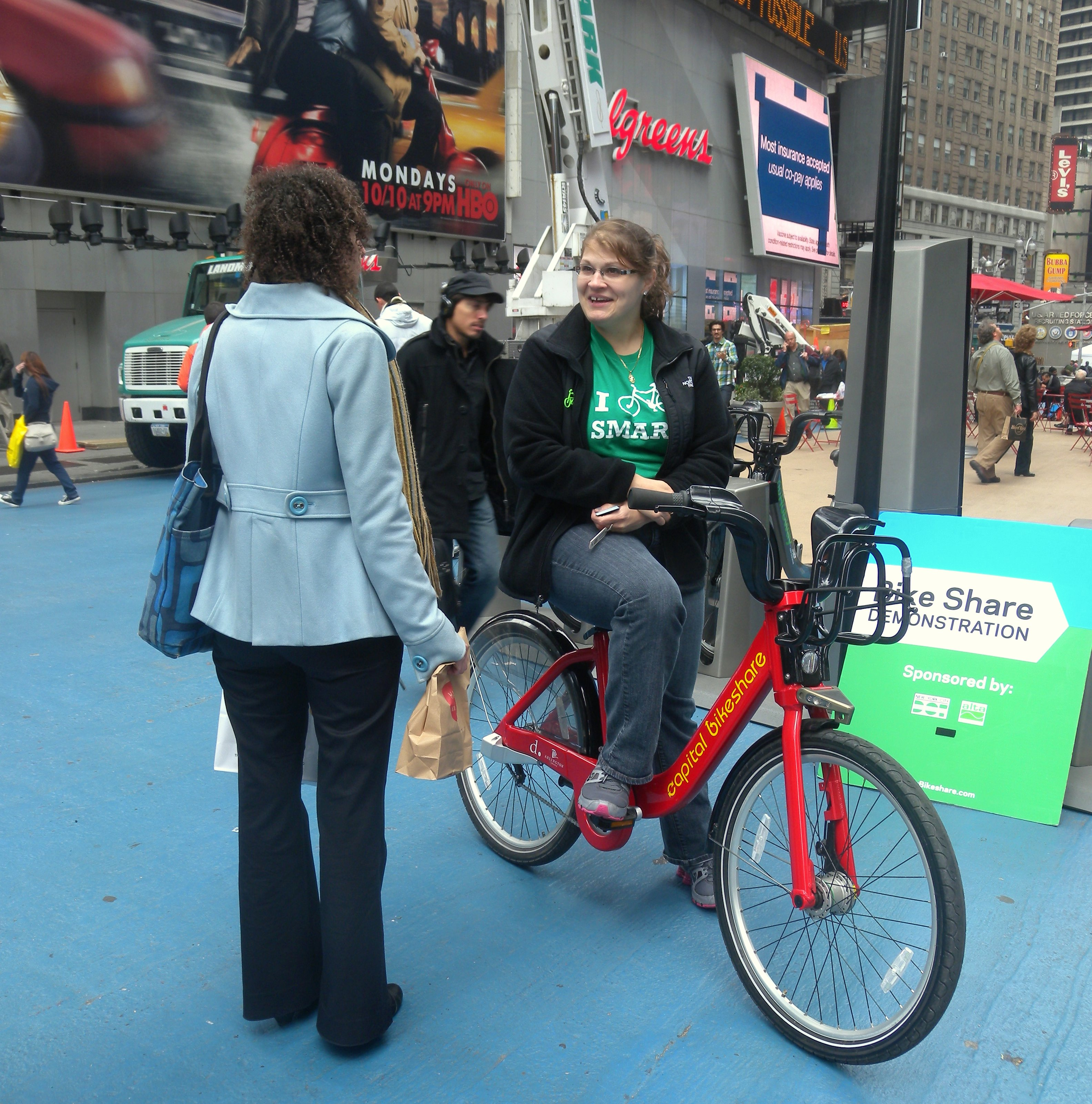
在時報廣場騎行首都共享單車的民眾

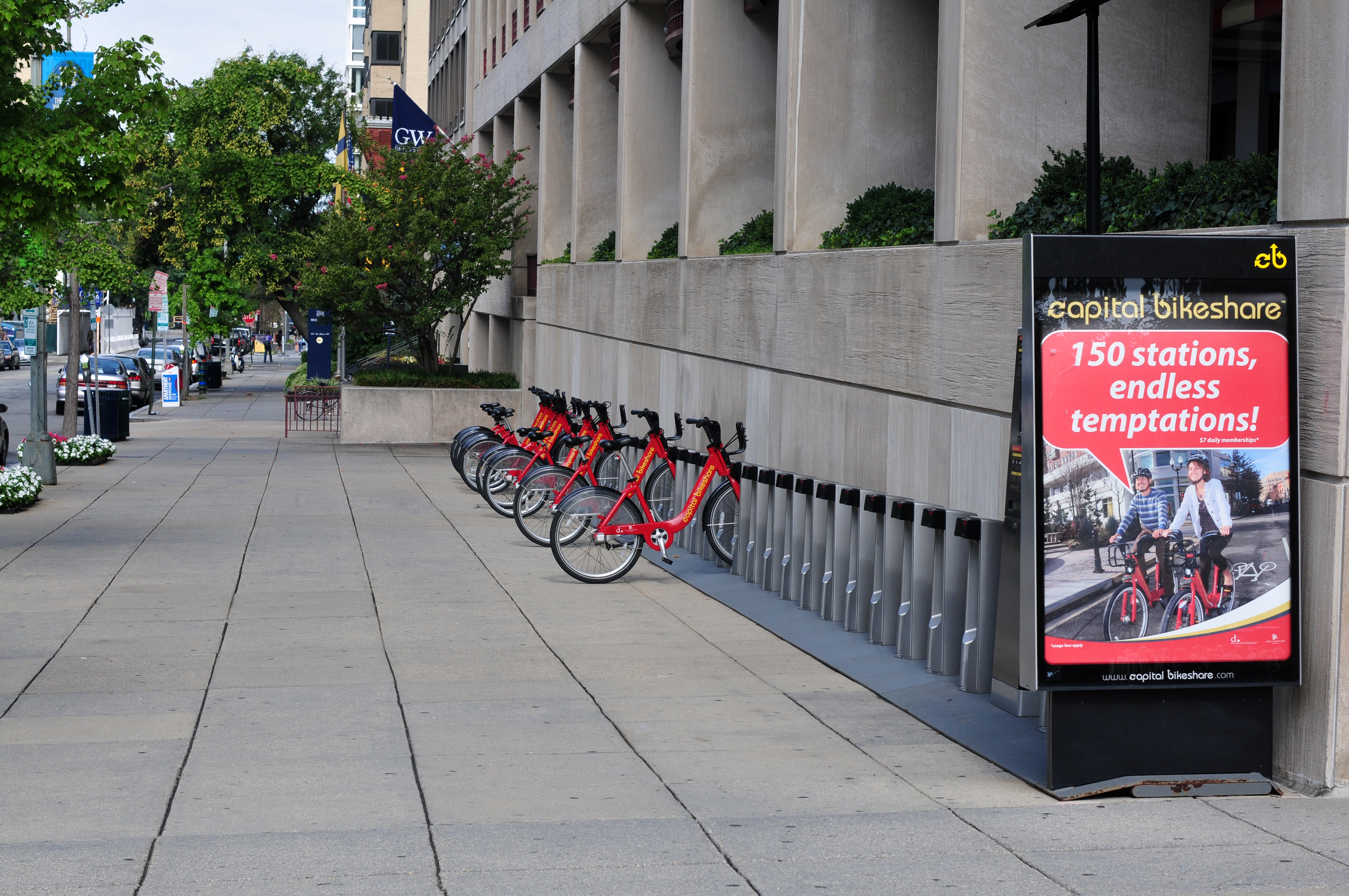
喬治·華盛頓大學的站點

隨著首都共享單車的擴展，自行車的需求也隨之提高。首都共享單車會以各地區的使用量來決定新站點的位置以及數量。然而，大部分的民眾使用的都是市中心的站點，位於較貧窮的東南部的站點則沒有被充分使用。
當地的一名官員在2010年表示，首都共享單車會在華盛頓特區進一步擴張，在幾年內增加到5000輛自行車。 
2011年秋季，哥倫比亞特區交通局宣布會在年底前增加32個站點，並擴建18個現有的站點，並在2012年再增加50個。阿靈頓縣也宣布會在2011年秋季增加30個站點，並於2012年再增加30個。
2011年10月，維吉尼亞州亞歷山卓市批准了2012年在亞歷山大舊城區的六個車站部署54輛自行車的計畫，然後在2013年再增加6個站點。第一年含營運成本的成本大約是400,000美元。 
到了2012年9月，首度共享單車已經擁有了288個站點和2,800輛自行車。
蒙哥馬利縣也批准了在華盛頓地鐵站附近的洛克維爾、謝迪格羅夫、蒙哥馬利學院等高流量目的地安裝20個車站和200輛自行車的計劃。工程資金由華盛頓都會區政府協會支付。官員們也提及計劃會在該縣貝塞斯達、銀泉、友誼高地和塔科馬帕克地區增加50個車站和400輛自行車。騎自行車的使用者警告，該縣的車站群以及鄰近華盛頓特區更大的車站網絡可能彼此相距太遠，還擔心該縣的自行車道太少，無法支持預期用戶數量。儘管有這些擔憂，蒙哥馬利縣還是在2013年5月增加了第一個站點。

## 技術
租借站由太陽能電池板供電，無線數據線路則將租借站系統連接到中央資料庫。騎手可以使用首都共享單車網站和應用程序查看租借站的位置以及他們擁有多少自行車。

## 價格
2021年10月，首都共享單車對定價進行了調整。會員現在每年需支付95美元，每次旅行可獲得45分鐘的免費乘車時間，45分鐘後每分鐘支付0.05美元。電動自行車則是每分鐘支付0.1美元，以幫助抵消其較高的運營成本。非會員則需要額外支付1美元解鎖，並且沒有45分鐘的免費時間。會員和非會員都需支付2美元將電動自行車停在電動自行車服務區以外的站點。
如果租借的自行車未在24小時內歸還，則登記的信用卡將會被收取1,200美元。